# Llei de Charles i Gay-Lussac

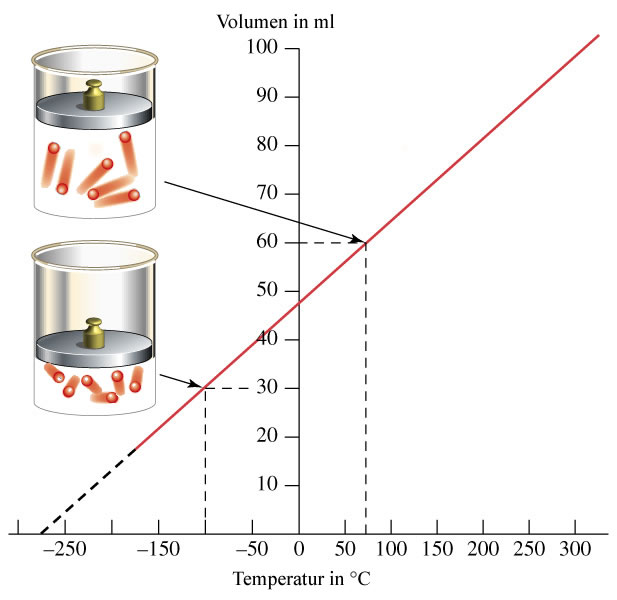
Llei de Charles i Gay-Lussac

La llei de Charles i Gay-LLusac (també anomenada Llei de Charles o Llei de Gay-Lussac) és una de les lleis dels gasos. Afirma que a una pressió constant, el volum d'una massa coneguda de gas augmenta o disminueix amb la mateixa proporció en què la seva temperatura (en kèlvins) augmenta o disminueix.
La relació fou anticipada pel treball sobre la dilatació de l'aire del francès Guillaume Amontons l'any 1702. Nuguet, P. de La Hire i N.T. de Saussure, entre d'altres, realitzaren també recerca sobre la dilatació de l'aire. L'anglès J. Priestley fou el primer que s'interessà per la dilatació d'altres gasos, però els seus aparells eren poc precisos i els seus resultats no foren bons. Experimentalment determinaven el coeficient de dilatació {\displaystyle \alpha }, que el definien com:
{\displaystyle \alpha ={\frac {V_{2}-V_{1}}{V_{1}\cdot \Delta t_{12}}}}
on {\displaystyle V_{1}}és el volum que ocupa una determinada quantitat de gas a una determinada temperatura {\displaystyle t_{1}}; {\displaystyle V_{2}}és el volum que ocupa a una temperatura superior {\displaystyle t_{2}}; i {\displaystyle \Delta t_{12}=t_{2}-t_{1}}. Les unitats depenen de l'escala de temperatures emprada, essent °C–1 si l'escala és la Celsius.

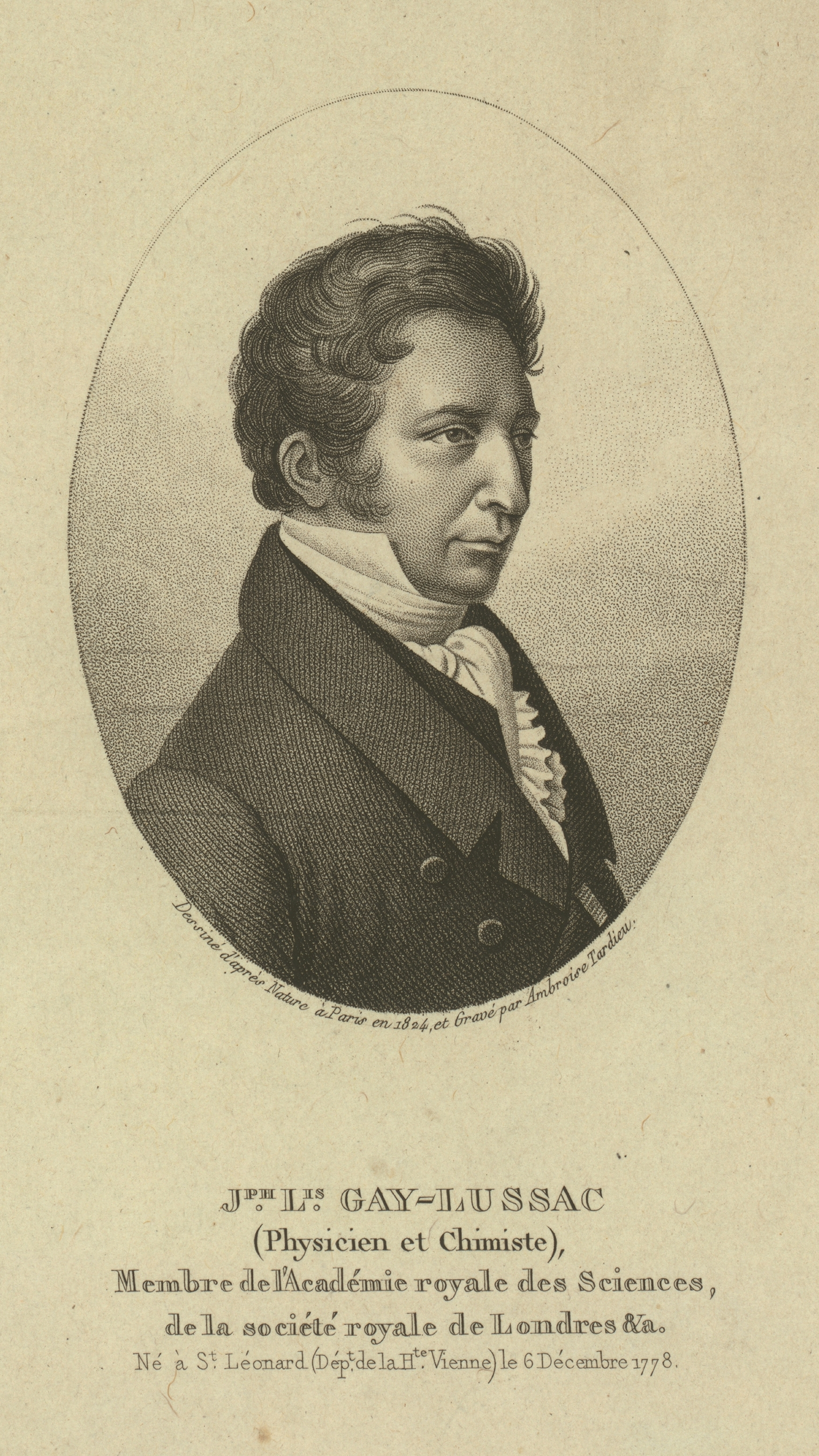
Joseph-Louis Gay-Lussac el 1824

Els francesos Monge, Berthollet i Vandermonde, en una publicació conjunta sobre el ferro del 1786, estudiaren la dilatació dels gasos i obtingueren els coeficients de l'aire i de l'hidrogen ({\displaystyle \alpha _{a}}= 1/231 °C–1 i {\displaystyle \alpha _{H_{2}}}= 1/226 °C–1). El 1789 els francesos Guyton de Morveau i du Vernois publicaren valors per a diferents gasos però poc precisos. El 1802 l'anglès J. Dalton determinà el valor {\displaystyle \alpha }= 1/255 °C–1. Però no fou fins a la publicació dels resultats més precisos del francès Joseph-Louis Gay-Lussac l'any 1802 que s'establí aquesta llei correctament. Gay-Lussac emprà un aparell que havia utilitzat abans el francès Jacques A.C. Charles als voltants de l'any 1787 amb el qual havia obtingut dades per a diferents gasos (aire, hidrogen, oxigen, nitrogen i diòxid de carboni) però que no publicà perquè el seu objectiu era enlairar-se amb globus aerostàtics plens de gas escalfat i no la recerca científica. Gay-Lussac repetí amb més precisió aquestes mesures entre 0 °C i 100 °C i obtingué el mateix coeficient de dilatació per a tots els gasos que estudià (aire, hidrogen, oxigen, nitrogen, amoníac, clorur d'hidrogen, diòxid de sofre, diòxid de carboni, monòxid de nitrogen, dietilèter), en concret 1/266,67 °C–1 = 0,00375 °C–1. Aquest treball tengué una acceptació immediata per la comunitat científica, i anomenaren la relació trobada llei de Gay-Lussac. Tanmateix É. Verdet el 1862 proposà que fos anomenada llei de Charles, ja que Gay-Lussac es basà en el treball de Charles.
L'expressió matemàtica de la llei s'obté directament de la definició del coeficient de dilatació:
{\displaystyle V_{2}=V_{1}\cdot (1+\alpha \cdot \Delta t_{12})}
Com que Gay-Lussac partí de volums de gasos a 0 °C, l'expressió se sol escriure com:
{\displaystyle V=V_{0}\cdot (1+\alpha \cdot t)}
on:
- {\displaystyle t} és la temperatura en graus Celsius (en realitat és {\displaystyle t-0\;^{\circ }C}).
- {\displaystyle V} és el volum del gas a la temperatura {\displaystyle t}.
- {\displaystyle V_{0}} és el volum del gas a 0 °C.
- {\displaystyle \alpha } és el coeficient de dilatació.

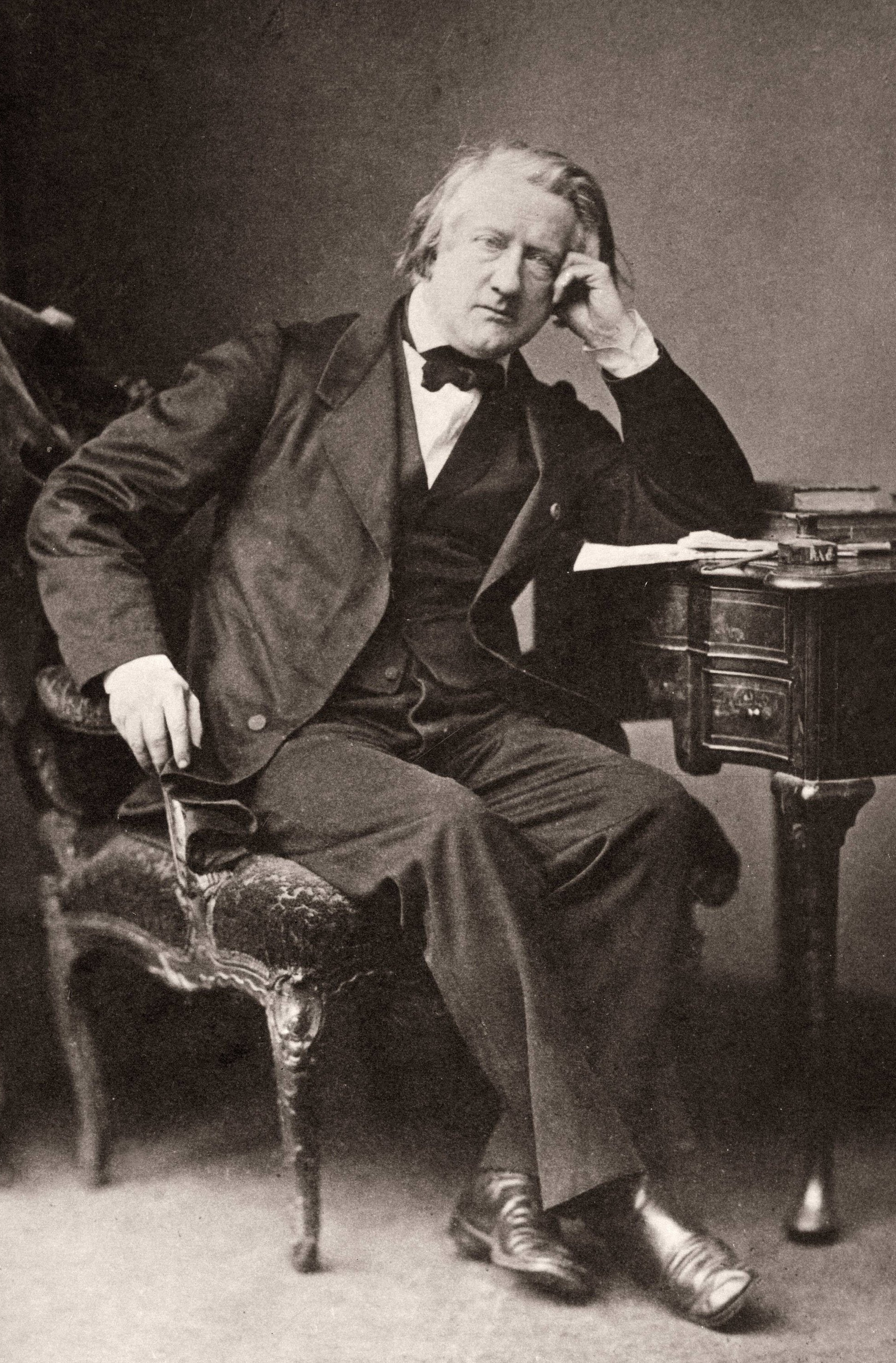
Henri Victor Regnault en la dècada de 1860

Posteriorment altres investigadors com el suec F. Rudberg i l'alemany H.G. Magnus, milloraren la precisió d'aquest valor. El francès Henri Victor Regnault el 1847 assolí la màxima precisió, establint que {\displaystyle \alpha } = 1/273 °C–1 = 0,003 66 °C–1. Al mateix temps demostrà que, malgrat que sigui negligible en condicions ordinàries, el coeficient de dilatació {\displaystyle \alpha } depèn de la naturalesa del gas (trobà els valors {\displaystyle \alpha _{a}} = 0,003 670 6 °C–1, {\displaystyle \alpha _{H_{2}}} = 0,003 661 3 °C–1, {\displaystyle \alpha _{CO_{2}}} = 0,003 709 9 °C–1, per a l'aire, l'hidrogen i el diòxid de carboni respectivament) i de la temperatura, que creix amb la densitat o amb la pressió, i que a baixes pressions els coeficients dels diferents gasos tendeixen al mateix valor.
El 1848 l'anglès William Thomson, lord Kelvin, que havia treballat amb Regnault a París, proposà una nova escala de temperatura el qual 0 estaria a –273 °C on els gasos tendrien volum zero, per la qual cosa seria impossible una temperatura més baixa. La relació d'aquesta escala de temperatures, anomenada termodinàmica o absoluta, amb l'escala Celsius és {\displaystyle T=t+273}. Amb aquest canvi la llei de Charles pot desenvolupar-se:
{\displaystyle V=V_{0}\cdot (1+\alpha \cdot t)=V_{0}+V_{0}\cdot \alpha \cdot (T-273)=V_{0}+V_{0}\cdot \alpha \cdot T-V_{0}\cdot \alpha \cdot 273}i com que {\displaystyle \alpha } = 1/273, queda:{\displaystyle V=V_{0}\cdot \alpha \cdot T}{\displaystyle V=k\cdot T}Com que aquesta constant {\displaystyle k} canvia amb el volum inicial habitualment s'empra una equació on s'ha eliminat a partir de dos estats diferents de la mateixa quantitat de gas a la mateixa pressió:
{\displaystyle {\frac {V_{1}}{T_{1}}}={\frac {V_{2}}{T_{2}}}}